# Copa de Guinea Ecuatorial
La Copa Ecuatoguineana es el segundo torneo de fútbol en importancia de Guinea Ecuatorial, se disputa desde 1978 y es organizado por la Federación Ecuatoguineana de Fútbol.
El equipo campeón obtiene la clasificación a la Copa Confederación de la CAF.

## Palmarés
| Temporada | Campeón                  | Resultado      | Finalista                |
| --------- | ------------------------ | -------------- | ------------------------ |
| 1978      | Unión Mongomo            |                |                          |
| 1979      | Akonangui FC             |                |                          |
| 1980      | CD Elá Nguema            |                |                          |
| 1981      | CD Elá Nguema            |                |                          |
| 1982      | CD Elá Nguema            |                |                          |
| 1983      | CD Elá Nguema            |                |                          |
| 1984      | GD Lage                  |                |                          |
| 1985      | Atlético Malabo          |                |                          |
| 1986      | Juvenil Reyes            |                |                          |
| 1987      | Atlético Malabo          |                |                          |
| 1988      | Atlético Malabo          |                |                          |
| 1989      | Unión Vesper             |                |                          |
| 1990      | Atlético Malabo          |                |                          |
| 1991      | Atlético Malabo          |                |                          |
| 1992      | CD Elá Nguema            |                |                          |
| 1993      | Se desconoce             |                |                          |
| 1994      | Se desconoce             |                |                          |
| 1995      | Se desconoce             |                |                          |
| 1996      | Akonangui FC             |                |                          |
| 1997      | CD Elá Nguema            | 1 - 0          | Deportivo Mongomo        |
| 1998      | Unión Vesper             |                |                          |
| 1999      | Deportivo Unidad         |                |                          |
| 2000      | Deportivo Unidad         |                |                          |
| 2001      | Atlético Malabo          |                |                          |
| 2002      | Akonangui FC             |                | CD Elá Nguema            |
| 2003      | CD Elá Nguema            | 1 - 0          | Akonangui FC             |
| 2004      | Se desconoce             |                |                          |
| 2005      | Se desconoce             |                |                          |
| 2006      | Se desconoce             |                |                          |
| 2007      | Akonangui FC             | 2 - 0          | Atlético Malabo          |
| 2008      | Se desconoce             |                |                          |
| 2009      | Dragón FC                |                |                          |
| 2010      | Se desconoce             |                |                          |
| 2011      | Atlético Semu            | 2–1            | Águilas Verdes (Bata)    |
| 2012      | The Panthers FC          | 1–0            | AD Mesi Nkulu (Ebebiyín) |
| 2013      | The Panthers FC          | 2–0            | Nsok-Nsomo FC            |
| 2014      | Leones Vegetarianos      | 1–1 (5-4 pen.) | Deportivo Mongomo        |
| 2015      | Deportivo Mongomo        | 2–0            | The Panthers FC          |
| 2016      | Racing de Micomeseng     | 1–1 (6-5 pen.) | Atlético Semu            |
| 2017      | Deportivo Niefang        | 1–0            | Atlético Semu            |
| 2018      | No disputada             | No disputada   | No disputada             |
| 2019      | Akonangui FC             | 2–0            | UD Estrella Roja         |
| 2020      | No disputada             | No disputada   | No disputada             |
| 2021      | No disputada             | No disputada   | No disputada             |
| 2022      | Inter de Litoral Academy | 1–0            | Cano Sport Academy       |
| 2023      | Cano Sport Academy       | 2–0            | EDSA                     |
| 2024      | FC 15 de Agosto          | 3–0            | Cano Sport Academy       |
| 2025      | FC 15 de Agosto          | 3–1            | Deportivo Ebenezer       |

## Títulos por club
| Club                     | Ciudad     | Campeón | Años campeón                             |
| ------------------------ | ---------- | ------- | ---------------------------------------- |
| Sony Elá Nguema          | Malabo     | 7       | 1980, 1981, 1982, 1983, 1992, 1997, 2003 |
| Atlético Malabo          | Malabo     | 6       | 1985, 1987, 1988, 1990, 1991, 2001       |
| Akonangui FC             | Ebebiyín   | 5       | 1979, 1996, 2002, 2007, 2019             |
| The Panthers FC          | Malabo     | 2       | 2012, 2013                               |
| Deportivo Unidad         | Malabo     | 2       | 1999, 2000                               |
| Unión Vesper             | Bata       | 2       | 1989, 1998                               |
| FC 15 de Agosto          | Aconibe    | 2       | 2024, 2025                               |
| Juvenil Reyes            | Bata       | 1       | 1986                                     |
| Unión Mongomo            | Mongomo    | 1       | 1978                                     |
| GD Lage                  | Malabo     | 1       | 1984                                     |
| Dragón FC                | Bata       | 1       | 2009                                     |
| Atlético Semu            | Malabo     | 1       | 2011                                     |
| Leones Vegetarianos      | Malabo     | 1       | 2014                                     |
| Deportivo Mongomo        | Mongomo    | 1       | 2015                                     |
| Racing de Micomeseng     | Micomeseng | 1       | 2016                                     |
| Deportivo Niefang        | Malabo     | 1       | 2017                                     |
| Inter de Litoral Academy | Bata       | 1       | 2022                                     |
| Cano Sport Academy       | Malabo     | 1       | 2023                                     |